# Tom Forsyth
Tom Forsyth (23. ledna 1949 Glasgow – 14. srpna 2020) byl skotský fotbalista, obránce. Zemřel 14. srpna 2020 ve věku 71 let na srdeční zástavu.

## Klubová kariéra
Ve skotské lize hrál za Glasgow Rangers a Motherwell FC, nastoupil ve 348 ligových utkáních a dal 32 gólů. S Rangers vyhrál třikrát skotskou ligu a pětkrát skotský pohár. V Poháru mistrů evropských zemí nastoupil v 10 utkáních, v Poháru vítězů pohárů nastoupil v 8 utkáních a v Superpoháru UEFA nastoupil ve 2 utkáních.

## Ligová bilance
| Ročník                  | Zápasy | Góly | Klub            |
| ----------------------- | ------ | ---- | --------------- |
| 1. skotská liga 1967/68 | 14     | 0    | Motherwell FC   |
| 2. skotská liga 1968/69 | 33     | 13   | Motherwell FC   |
| 1. skotská liga 1969/70 | 34     | 0    | Motherwell FC   |
| 1. skotská liga 1970/71 | 33     | 3    | Motherwell FC   |
| 1. skotská liga 1971/72 | 32     | 0    | Motherwell FC   |
| 1. skotská liga 1972/73 | 5      | 1    | Motherwell FC   |
| 1. skotská liga 1972/73 | 21     | 0    | Glasgow Rangers |
| 1. skotská liga 1973/74 | 18     | 0    | Glasgow Rangers |
| 1. skotská liga 1974/75 | 30     | 1    | Glasgow Rangers |
| 1. skotská liga 1975/76 | 28     | 1    | Glasgow Rangers |
| 1. skotská liga 1976/77 | 35     | 0    | Glasgow Rangers |
| 1. skotská liga 1977/78 | 31     | 0    | Glasgow Rangers |
| 1. skotská liga 1978/79 | 17     | 0    | Glasgow Rangers |
| 1. skotská liga 1979/80 | 16     | 0    | Glasgow Rangers |
| 1. skotská liga 1980/81 | 22     | 0    | Glasgow Rangers |
| 1. skotská liga 1981/82 | 12     | 0    | Glasgow Rangers |
| CELKEM 1. skotská liga  | 348    | 32   |                 |

## Reprezentační kariéra
Za seniorskou reprezentaci Skotska nastoupil v letech 1971–1978 ve 22 utkáních. Startoval na Mistrovství světa ve fotbale 1978, nastoupil ve všech 3 utkáních.

## Trenérská kariéra
Po skončení aktivní kariéry působil v letech 1982–1983 jako trenér týmu Dunfermline Athletic FC.